# Tian Pengfei
Tian Pengfei, né le 16 août 1987 à Dalian en Chine, est un joueur chinois professionnel de snooker. Il a commencé sa carrière professionnelle en jouant sur le circuit du challenge en 2004. En 2010, il remporte son premier titre sur le circuit professionnel à l'occasion du challenge international de Pékin, ce qui lui assure une place sur le grand circuit pour l'année suivante.
Il réalise sa première demi-finale en tournoi classé lors du prestigieux Open du pays de Galles 2023, signant au passage les plus belles performances de sa carrière puisqu'il élimine trois joueurs du top 16.

## Carrière
Professionnel entre 2006 et 2008, Tian Pengfei connait un grand moment lors de l'Open de Chine en 2010. Invité par l'organisation du tournoi, il élimine Ronnie O'Sullivan sur le score de 5-3 au premier tour. C'est également en 2010 que Tian atteint la demi-finale du Classique de Wuxi alors qu'il n'est que joueur amateur. Son parcours est notamment marqué par des victoires sur Mark Selby (5-3) et Joe Perry (5-1). Au cours de cette période, Tian dispute un autre tournoi professionnel lors du Challenge international de Pékin. Lors des phases de groupes, il parvient à éliminer Stephen Maguire et Stephen Hendry, puis Liang Wenbo et Ryan Day lors des phases finales pour remporter le titre.

Tian connait une très bonne saison 2012-2013 sur les tournois mineurs du championnat du circuit des joueurs. À l'Open de Gdynia, il remporte quatre matchs parmi lesquels une victoire en huitièmes de finale face au joueur du top 16 mondial Stuart Bingham pour atteindre les quarts de finale, où il est balayé 4-0 par l'Australien Neil Robertson. En fin de saison, Tian réussit à faire encore mieux lors de l'Open FFB avec des victoires aux dépens de joueurs comme Jamie Burnett, Mark Davis et Martin Gould pour progresser jusqu'en demi-finales. Il y sera battu sur le score de 4-2 par Mark Selby. 

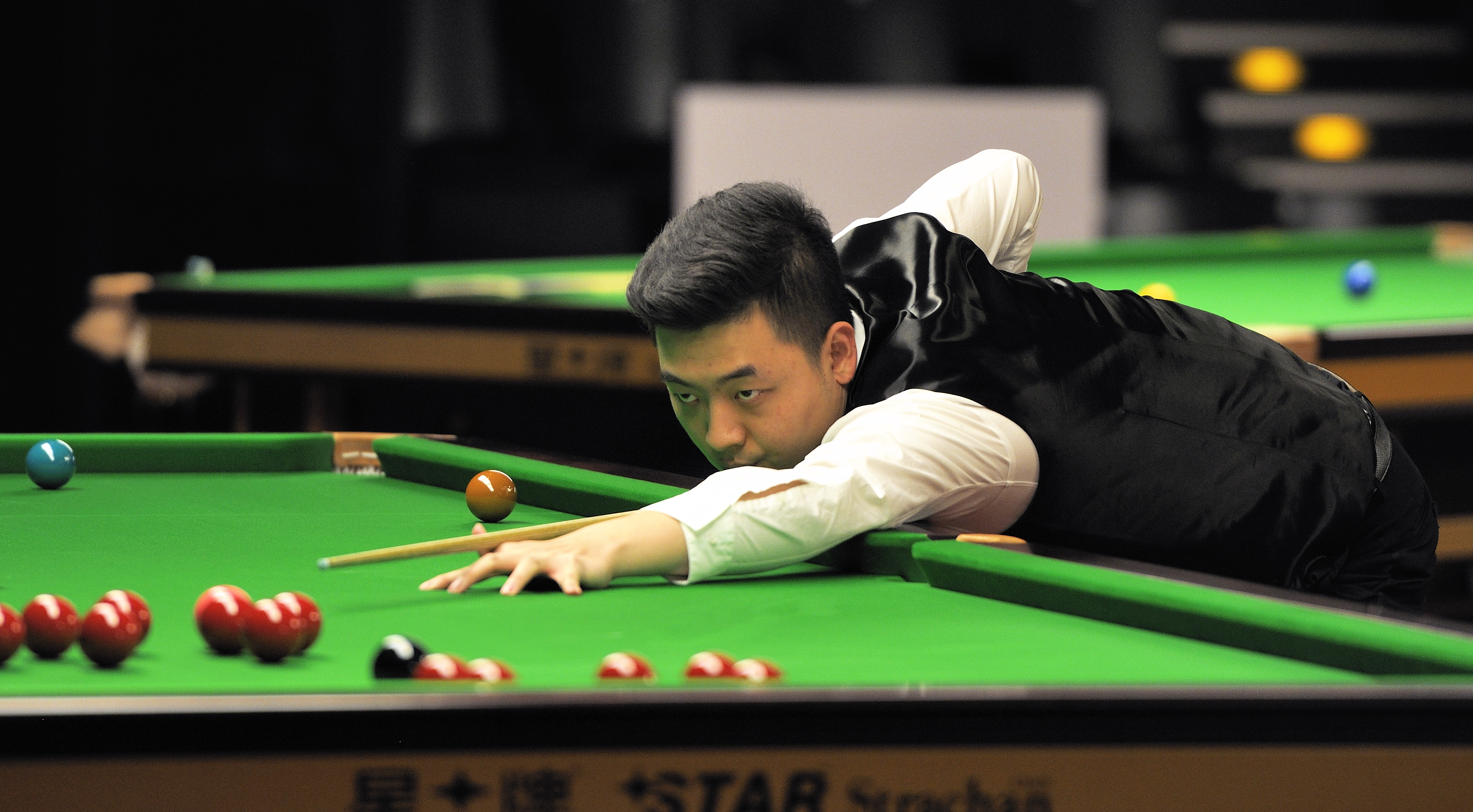
Tian Pengfei, 2014

Pendant la saison 2014-2015, Tian se distingue particulièrement dans les épreuves mineures du championnat du circuit des joueurs. Il commence par battre Ronnie O'Sullivan, 4-2, pour accéder aux quarts de finale du Classique Paul Hunter, mais s'incline au terme d'une manche décisive face à Judd Trump (4-3). Il atteint de nouveau ce stade à l'Open d'Haining mais ne parvient pas à le dépasser. En décembre 2015, il dispute sa première finale dans un tournoi comptant pour le classement, l'Open de la Ruhr, un tournoi mineur, finale qu'il perd sur le score de 4-2 face à l'Anglais Rory McLeod. En quart de finale de ce tournoi, Tian réalise une performance remarquable : il élimine le vice champion du monde, Shaun Murphy. 
Sa carrière professionnelle décolle réellement en 2017 lorsqu'il atteint pour la première fois les quarts de finale d'un tournoi classé à l'Open d'Irlande du Nord. Tian Pengfei y bat notamment le favori du public Mark Allen au deuxième tour (4 manches à 3), avant d'être battu à son tour par son jeune compatriote Lyu Haotian sur le score de 5 manches à 4.
La saison suivante est meilleure encore. Après avoir disputé deux quarts de finale, au Masters d'Europe, où il bat l'Anglais Judd Trump, tenant du titre et à l'Open de Gibraltar, Tian se qualifie au championnat du monde de snooker pour la première fois, éliminant tour à tour les Gallois Ryan Day et Matthew Stevens. Bien qu'en bonne posture face à l'Écossais Stephen Maguire, il s'incline (10-9) après avoir mené 9-7, son adversaire ayant été aidé par un « fluke » (empochage fortuné) dans la dix-septième manche. À l'Open d'Angleterre 2019, Tian parvient au stade des quarts de finale, mais il est dominé par Tom Ford qui le bat 5 manches à 0. En avril, il atteint le championnat du monde au Crucible Theatre pour la seconde fois de sa carrière, il est sorti dès son premier match contre John Higgins 10 manches à 7.
Sa carrière prend un nouveau tournant lorsqu'il se qualifie pour la demi-finale de l'Open du pays de Galles 2023, décrochant ses plus belles victoires face à John Higgins (4-1) et Ronnie O'Sullivan (5-0), respectivement no 6 et no 1 mondiaux. Malgré beaucoup d'espérance, il cède face à Robert Milkins. Il atteint par ailleurs le meilleur classement de sa carrière.

## Palmarès
| Légende | Catégorie                      | Titres                         | Finales                        |
|         | Tournois classés               | 0                              | 0                              |
|         | Tournois classés mineurs       | 0                              | 1                              |
|         | Tournois non classés           | 1                              | 0                              |
|         | Tournois par équipes           | 3                              | 0                              |
|         | Tournois amateurs              | 2                              | 1                              |
| Gras    | Tournois de la triple couronne | Tournois de la triple couronne | Tournois de la triple couronne |

### Titres
| Saison    | Nom du tournoi                             | Lieu      | Finaliste                        | Score | Tableau |
| 2005-2006 | Séries internationales Pontins (épreuve 1) | Prestatyn | Martin Gould                     | 6-3   |         |
| 2005-2006 | Séries internationales Pontins (épreuve 7) | Prestatyn | Liu Song                         | 6-3   |         |
| 2006-2007 | Jeux asiatiques                            | Doha      | Hong Kong                        | 3-0   |         |
| 2010-2011 | Challenge international de Pékin           | Pékin     | Ryan Day                         | 9-3   | Tableau |
| 2010-2011 | Jeux asiatiques (2)                        | Doha      | Inde                             | 3-1   |         |
| 2013-2014 | Jeux asiatiques en salle                   | Incheon   | Athlètes olympiques indépendants | 3-2   |         |

### Finales
| Saison    | Nom du tournoi                                   | Lieu    | Finaliste   | Score | Tableau |
| 2005      | Championnat du monde amateur des moins de 21 ans | Manama  | Liang Wenbo | 9-11  |         |
| 2015-2016 | Open de la Ruhr                                  | Mülheim | Rory McLeod | 2-4   | Tableau |